# Thysanodesma major
Thysanodesma major is een vlinder uit de familie van de grasmotten (Crambidae), uit de onderfamilie van de Pyraustinae. De wetenschappelijke naam van deze soort is voor het eerst voorgesteld door Arthur Gardiner Butler in een publicatie uit 1889.
De soort komt voor in India (Himachal Pradesh).